# 久米郡 (愛媛縣)
久米郡（日语：／ Kume gun */?）為過去隸屬日本伊予國的郡，廢藩置縣後屬愛媛縣，已於1897年與風早郡、和氣郡一同被併入溫泉郡。

## 歷史
7世紀時便已在此建立久米評。701年改制為久米郡。

### 沿革
- 1889年12月15日：實施町村制，久米郡下轄：川上村、北吉井村、小野村、久米村、石井村。（5村）
- 1897年4月1日：與風早郡、和氣郡一同被併入溫泉郡。